# Élizabeth Bourgine
Élizabeth Clémentine Madeleine Bourgine (Levallois-Perret, 20 de marzo de 1957) es una actriz francesa de cine, televisión y teatro, con más de 60 participaciones en películas y producciones de televisión especialmente en su país natal.

## Carrera
Originalmente bailarina y modelo, Bourgine estudió en el École des Beaux-Arts. Apareció por primera vez en películas juveniles entre 1976 y 1977 hasta que consiguió un papel en la película Nestor Burma con su futuro esposo, Jean-Luc Miesch.
Fue galardonada con el Premio Romy Schneider en 1985.
Desde 2011 ha aparecido en las once temporadas de la coproducción franco-británica Death in Paradise, una serie filmada en las islas de Guadalupe para BBC One. La actriz es reconocida en Francia por sus papeles en Un corazón en invierno (1992), Mi mejor amigo (2006) y Clases privadas (1986).